# Vlikhón
Vlikhón (Vlycho) är en ort i Grekland.   Den ligger i regionen Joniska öarna, i den centrala delen av landet, 270 km väster om huvudstaden Aten. Vlikhón ligger 1 meter över havet och antalet invånare är 440. Den ligger på ön Lefkas.
Terrängen runt Vlikhón är varierad. Havet är nära Vlikhón österut.  Närmaste större samhälle är Lefkáda, 16,5 km norr om Vlikhón. 